# Hubice
Hubice (Hongaars: Nemesgomba) is een Slowaakse gemeente in de regio Trnava, en maakt deel uit van het district Dunajská Streda.
Hubice telt 570 inwoners.